# Slaget om Dakar
Slaget om Dakar (også kendt som Operation Menace) var de Allieredes mislykkede forsøg i september 1940 af på at erobre den strategiske havn i Dakar i Fransk Vestafrika (i dag Senegal), som var under vichyfransk kontrol og at installere Frie franske styrker under general Charles de Gaulle der.

## Baggrund
Efter våbenhvilen mellem Frankrig og Tyskland i juni 1940 var der stor forvirring med hensyn til holdningen i de forskellige franske kolonier. Cameroun og Fransk Ækvatorialafrika gik med de Frie Franske, mens andre som Fransk Nordafrika, Fransk Vestafrika, Syrien og Fransk Indokina forblev under vichyfransk kontrol. Den franske flåde i Middelhavet var i stand til at angribe den italienske flåde, så det britiske Royal Navy kunne koncentrere sig de om tyske krigsskibe i Nordsøen og Atlanterhavet. Risikoen for at den franske flåde skulle falde i tyskernes hænder, førte til britiske angreb på den franske flåde i Mers-el-Kebir. Selv om briterne havde fjernet en potentiel fare, fik deres indsats ikke de franske enheder til at få mere lyst til at slutte sig til de Gaulle.
De Gaulle mente, at han kunne overtale de vichyfranske styrker i Dakar til at slutte sig til de Allieredes sag. Der var store fordele forbundet med det: ikke blot de politiske konsekvenser ved at få en vichyfranske koloni til skifte side, men også praktiske fordele: guldreserverne fra Banque de France og den polske regering i eksil var i Dakar; og militært set var havnen i Dakar langt bedre egnet til at beskytte allierede konvojer, der sejlede rundt om Afrika end Freetown i Sierra Leone, den base de allierede havde brugt til dette tidspunkt.
Men de allierede valgte at sende en flådestyrke bestående af et hangarskib (HMS Ark Royal), to slagskibe (HMS Resolution og Barham), fem krydsere og ti destroyere til Dakar. Flere transportskibe skulle transportere 8.000 soldater. Styrkens ordrer lød først at forsøge at forhandle med den vichyfranske guvernør, og hvis det mislykkedes at tage byen med magt.
De vichyfranske styrker i Dakar var ledet af det ikke færdiggjorte slagskib, Richelieu, et af de mest avancerede krigsskibe i den franske flåde. Det var sejlet fra Brest i Frankrig den 18. juni, før tyskerne var nået til havnen. Richelieu var da omkring 95% færdig. Før Vichy-regeringen blev etableret, havde HMS Hermes, et britisk hangarskib, kæmpet sammen med de franske styrker i Dakar. Da vichyregimet havde magten, forlod Hermes havnen, men blev på vagt og fik selskab af den australske tunge krydser HMAS Australia. Fly fra Hermes havde angrebet Richelieu og havde ramt det med en torpedo. Det franske skib var usejldygtigt, men kunne fungere som et flydende kystbatteri. Tre vichy-ubåde og flere lette skibe var også i Dakar. En styrke på tre krydsere (Gloire, Georges Leygues og Montcalm) og tre destroyere havde forladt Toulon bare nogle få dage tidligere. Gloire blev bremset på grund af mekaniske problemer og blev opdaget af Australia og beordret til at sejle til Casablanca. De to andre krydsere og destroyere nåede at flygte fra de forfølgende allierede krydsere og nåede Dakar sikkert.

## Slagets gang
Den 23. september kastede det engelske Fleet Air Arm propagandafoldere over Dakar. Frie franske fly fløj fra HMS Ark Royal og landede i Dakar lufthavn, men besætningen blev med det samme taget til fange. En båd med repræsentanter for de Gaulle sejlede ind i havnen, men blev beskudt meget hurtigt. Klokken 10:00 fik alle vichyfranske skibe, der forsøgte at forlade havnen, advarselsskud fra Australia. Efterhånden som skibene kom tilbage til havnen, åbnede kystbatteriforterne ild mod Australia. Det førte til kamp mellem slagskibene, krydserne og forterne. Om eftermiddagen opdagede og beskød Australia en vichyfransk destroyer L'Audacieux, som blev sat i brand og gik på grund.
Også om eftermiddagen forsøgte man at landsætte Frie Franske styrker på en strand ved Rufisque i det nordøstlige Dakar. Angrebet mislykkedes, da man kom under kraftig beskydning fra vichyfranske stillinger, som forsvarede stranden.
General de Gaulle erklærede, at han ikke ønskede at "udgyde blod af franskmænd mod franskmænd" og stoppede angrebet.
I løbet af de to næste dage fortsatte de allieredes flåde med at angribe kystforsvaret, og vichyfranske styrker fortsatte forsvaret. Under disse kampe blev to vichyfranske ubåde (Persée og Ajax) sænket, og en destroyer beskadiget. Den allierede flåde led også store tab: HMS Resolution blev torpederet af Bévéziers, og HMS Barham blev ramt af en 380 mm granat fra Richelieu. To krydsere blev også beskadiget.
Til sidst trak de Allierede sig tilbage og efterlod Dakar og Fransk Vestafrika i vichyfranske hænder.

## Følgerne
Resultatet af det allierede nederlag var mest politisk. De Gaulle troede, at han kunne overtale vichyfranskmændene i Dakar til skifte side, men det viste sig ikke at være tilfældet og kom til at skade hans status blandt de allierede. Selv med hans sejr i Slaget om Gabon to måneder senere, lykkedes det ikke at reparere skaderne fuldtud.

## Kamporden

### Allierede
- Hangarskib: HMS Ark Royal
- Slagskibe: HMS Barham, HMS Resolution
- Tunge krydsere: HMAS Australia, HMS Cumberland, Devonshire
- Lette krydser: HMS Dragon, HMS Delhi
- Destroyere: HMS Echo, Eclipse, Escapade, Faulknor, Foresight, Forester, Fortune, HMS Fury, HMS Greyhound, HMS Inglefield
- Eskorte/patruljebåde: HMS Bridgewater, Commandant Dominé, Commandant Duboc, Houduce, HMS Milford, Savorgnan de Brazza
- Fragtskibe: fire Frie franske og en britisk
- Transportskibe: SS Westernland (Hollandsk linjeskib), SS Pennland (Hollandsk linjeskib), MS Sobieski (Polsk linjeskib) og tre flere
- 101st Royal Marines Brigade

### Vichy-Frankrig
- Slagskibe: Richelieu
- Lette krydser: Georges Leygues, Montcalm
- Destroyere: L'Audacieux, Le Fantasque, Le Malin, Le Hardi
- Eskorte/patruljebåde: Calais, Commandant Rivière, D'Entrecasteaux, D'Iberville, Gazelle, La Surprise
- Armerede handelsskibe: El Djezair, El Kantara, El Mansour, Schoelcher, Ville d'Oran
- Fragtskibe: SS Porthos, SS Tacoma, SS Sally Maersk (Dansk fragtskib), SS Saint Denis (tidl. DS Torms skib SS Viola)
- Ubåde: Ajax (Q148), Béveziers (Q179), Persée (Q154)